# V.S.O.P.クインテット
V.S.O.P.クインテット（ヴイ・エス・オー・ピー・クインテット、V.S.O.P.）は、ハービー・ハンコック（ピアノ、キーボード、シンセサイザー、ボーカル）、ウェイン・ショーター（テナーサックス、ソプラノサックス）、ロン・カーター（ベース）、トニー・ウィリアムス（ドラム）、フレディ・ハバード（トランペット、フリューゲルホルン）からなるアメリカ合衆国のジャズ・クインテットである。ハンコック、ショーター、カーター、ウィリアムスは全員、1960年代にマイルス・デイヴィス・クインテットのメンバーを務めた。
V.S.O.P.クインテットは、本質的にはライブ・バンドであった。制作したのは1枚のスタジオ・アルバム（1979年の『ファイヴ・スターズ』）と4枚のライブ・アルバムだけだった。
「V.S.O.P.」の名は「熟成した（そして暗に高品質の）ストック」を意味するコニャックの等級から付けられた。

## ディスコグラフィ

### スタジオ・アルバム
- 『ファイヴ・スターズ』 - Five Stars (1979年、CBS/Sony)

### ライブ・アルバム
- 『ライヴ・イン・USA』 - The Quintet (1977年、Columbia) ※全米123位[1]
- 『テンペスト・イン・ザ・コロシアム』 - Tempest in the Colosseum (1977年、CBS/Sony) ※旧邦題『熱狂のコロシアム』
- 『ライヴ・アンダー・ザ・スカイ伝説』 - Live Under the Sky (1979年、Columbia)
- Live Under the Sky, No. 2 (2002年、Columbia/Legacy) ※日本での『ライヴ・アンダー・ザ・スカイ伝説』再発時のディスク2をアメリカでリリースしたもの

## 参考
- 『ニューポートの追想』 - V.S.O.P. (1977年、Columbia) ※ハービー・ハンコックのライブ・アルバム